# Luie Lakei
De Luie Lakei is een personage uit de voormalige attractieparken Het Land van Ooit en Ooit Tongeren. Hij amuseerde er mensen door toneelstukken op te voeren aan langslopende bezoekers van het park. Ook had hij in beide parken een eigen attractie: De trein van de Luie Lakei.

## Personage en rol
De Luie Lakei was lakei in het Roze Kasteel van Het Land van Ooit. Hij is daar bediende van de Gouverneur. De Luie Lakei was altijd gekleed in een blauwe slipjas, een witte blouse met bef, een zwart driewartbroek en hij draagt een witte pruik.
Hij stond er bekend om altijd lui te zijn en altijd onder zijn verplichtingen uit te willen komen.
De Luie Lakei was een personage uit Het Land van Ooit vanaf het eerste uur. 
Volgens de verhalen van het themapark was de Luie Lakei altijd de lakei van Graaf Wildebras van Ooit & Gravinne Rondalia van Ooit. Echter, toen deze twee na een ruzie door Stor de Bostor in zwanen werden betoverd, werd de lakei de bediende van hun vervanger: de Gouverneur van Het Land van Ooit.

## Park
De Luie Lakei was vrijwel altijd in het park aanwezig. Een vast ritueel wat hij elke dag deed, was in de vijver de zwanen eten geven. Dit omdat de zwanen Graaf Wildebras en Gravinne Rondalia zouden zijn en de Luie Lakei deze twee nog altijd mist.
Daarnaast was de Luie Lakei vaak te vinden rond zijn eigen attractie in het park, het treintje van Luie Lakei, de Luiwagen. De rol van de Luie Lakei werd door de jaren heen door telkens verschillende acteurs vertolkt.

## Attractie
De trein van Luie Lakei was een trein die gewoon over de wandelpaden in het themapark liep. Hij werd bestuurd door de Luie Lakei. Deze bouwde altijd een vaste show rond de attractie. De bezoeker namen plaats in de wagens en de Luie Lakei vertelde ze dat hij snel een rondje zou maken. In werkelijkheid deed hij hier erg lang over (mede door de erg trage wagens) en viel hij telkens in slaap. De bezoekers moesten hem dan wakker zingen of schreeuwen. Een rondje in zijn trein deed dan ook vrij lang, ondanks dat het traject zeer miniem was.
Op elke wagen van de trein stond een grote lakei met een grote roze taart op zijn dienblad. De zitplaatsen waren bevestigd onder het dienblad, wat zo als dak diende.

## Faillissement
Op 21 november 2007 werd Het Land van Ooit definitief failliet verklaard, nadat eerder Ooit Tongeren al was opgeheven.  In maart 2008 vond de executieverkoop van de meeste bezittingen plaats. Ook de pruiken en kostuums van de Luie Lakei gingen onder de hamer, evenals de karren van de Luiwagen. Met het faillissement van het park kwam ook een einde aan de rol van de Luie Lakei.